# Rita Thalmann
Pour les articles homonymes, voir Thalmann.
Rita Thalmann, née le 23 juin 1926 à Nuremberg (Allemagne) et morte le 18 août 2013 à Paris, est une historienne française. Titulaire d'une agrégation et d'un doctorat, elle s'est spécialisée dans l'étude du nazisme, de la Shoah et de la Seconde Guerre mondiale tout en accordant une place particulière à la condition des femmes.
Professeure émérite d'histoire et de civilisation germanique à l'université Paris-Diderot, Rita Thalmann est membre du comité d'honneur de la Licra, déléguée ONG (représentante du  B'nai B'rith) à l'Unesco, ainsi que fondatrice du Centre d'études et de recherches internationales et communautaires (CERIC) et du Séminaire « Sexe et Race » à l'université Paris-Diderot, et membre du Comité national de réflexion et de propositions sur la laïcité à l'école.

## Biographie
Rita Thalmann est née en Allemagne dans une famille juive pratiquante qui doit fuir le pays, lors de l'arrivée d'Hitler au pouvoir, pour se fixer à Dijon. Rita Thalmann voit bientôt disparaître ses parents sous le régime de Vichy : son père, réfugié à Grenoble, est arrêté et déporté à Auschwitz, où il meurt. Sa mère, internée à l'hôpital psychiatrique de la Chartreuse de Dijon, y meurt de faim, de froid, de maladie, comme des dizaines de milliers d'autres malades mentaux à cette époque. Ses parents symbolisent deux des infamies réalisées en France sous l'Occupation : la complicité dans l'accomplissement de la Shoah, et l'abandon à la mort pour celles et ceux que l'on considère comme fous. Pour Rita Thalmann, il s'agissait de « la volonté du gouvernement de Vichy de se débarrasser des fardeaux inutiles », écrit-elle dans une lettre.  
Éducatrice à l'Œuvre de secours aux enfants, attachée à sa religion, elle s'inscrit au Parti communiste avant de le quitter quelques années plus tard, lors des grands procès des pays de l'Est et de l'affaire du complot des blouses blanches.
Ayant repris ses études après la guerre, elle passe ses deux baccalauréat à Strasbourg. Lors de la rentrée 1948, elle est institutrice à l'École Yabné de Paris et devient étudiante à la Sorbonne. 
Professeure certifiée puis agrégée d'allemand (1958), elle enseigne durant quinze ans dans le secondaire, menant parallèlement une thèse d'État : Protestantisme et nationalisme en Allemagne de 1900 à 1945 (Klincksieck, 1976). Elle est professeur à l'université de Tours puis à l'université Paris-VII. Elle a écrit et dirigé de nombreux ouvrages, dont La Nuit de cristal (1972), Être une femme sous le IIIe Reich (1982) et La Mise au pas : idéologie et stratégie sécuritaire dans la France occupée : 1940-1944 (1991), première étude en langue française de l'ensemble de la politique allemande en France.

## Hommages
En 2015, la Ville de Paris a nommé l'allée centrale du jardin BioPark dans le 13e arrondissement en sa mémoire : c'est depuis 2016 l'allée Rita-Thalmann.

## Publications

### Ouvrages
- La Nuit de cristal (avec Emmanuel Feinemann), Laffont, 1972
- Dix leçons sur le nazisme (sous la dir. d'Alfred Grosser), Fayard, 1976
- Protestantisme et nationalisme en Allemagne de 1900 à 1945, Klincksieck, 1976
- Être femme sous le IIIe Reich, Laffont, 1982
- (dir.) Femmes et Fascismes, Tierce, 1987, recension en ligne, site Persée
- (dir.) La Tentation nationaliste, 1990
- La Mise au pas de la France, 1940-1944, Fayard, 1991
- Naissance des cités, Nathan, 1991
- La République de Weimar, « Que sais-je ? », PUF, 1995
- Tout commença à Nuremberg (autobiographie), Berg International, 2004
- Être femme sous le IIIe Reich, édition numérique, Chryséis Éditions, 2014

### Articles et conférences
- « L'oubli des femmes dans l'historiographie de la Résistance », article de Rita Thalman, Clio, numéro 1-1995, Résistances et Libérations France 1940-1945
- « La Nuit de Cristal : Prologues de l'irrésistible ascension », vidéoconférence de Rita Thalmann sur le site Akadem.
- « Discours et formes d'exclusions (du CIFFR au CERIC) », article de Rita Thalmann, Les Cahiers du Cedref

## Distinctions

### Décorations
- Officier de la Légion d'honneur (2002)[7]
- Chevalier de l'ordre national du Mérite
- Chevalier de l'ordre des Palmes académiques
- Chevalier de  l'ordre du Mérite de la République fédérale d'Allemagne

### Récompenses
- Prix de la recherche de l'Académie des sciences morales et politiques
- Prix Bernard-Lecache 1985[8]

## Filmographie
- Rita Thalmann : jusqu'au bout du chemin, film de Denise Brial, DVD 68 min, Atalante vidéos féministes, 2011.